# Estensione di Galois
In matematica, un'estensione di Galois  è un'estensione algebrica {\displaystyle E/F} che soddisfa le condizioni descritte qui sotto. Il senso è che un'estensione di Galois ha un gruppo di Galois e obbedisce al 
teorema fondamentale della teoria di Galois. La teoria di Galois si occupa essenzialmente dello studio delle estensioni di Galois.

## Definizione
L'estensione {\displaystyle E/F} si dice di Galois se il campo fisso del gruppo {\displaystyle \mathrm {Aut} (E/F)} degli {\displaystyle F}-automorfismi di {\displaystyle E} è esattamente il campo di base {\displaystyle F}, in questo caso il gruppo {\displaystyle \mathrm {Aut} (E/F)} è detto gruppo di Galois e si indica con {\displaystyle \mathrm {Gal} (E/F)}.
Un risultato di Emil Artin permette di costruire estensioni di Galois nel modo seguente. Se {\displaystyle E} è un campo assegnato e {\displaystyle G} è un gruppo finito di automorfismi di {\displaystyle E}, allora {\displaystyle E/F} è un'estensione di Galois, e {\displaystyle F} è il campo fisso di {\displaystyle G}.

## Caratterizzazione delle estensioni di Galois
Un importante teorema di Emil Artin asserisce che un'estensione finita {\displaystyle E/F} è di Galois se, e solo se sussiste una delle seguenti condizioni equivalenti: 
- {\displaystyle E/F} è un'estensione normale e separabile;
- {\displaystyle E} è il campo di spezzamento di un polinomio separabile a coefficienti in {\displaystyle F};
- {\displaystyle [E:F]=|\mathrm {Aut} (E/F)|}, ossia il grado dell'estensione è uguale all'ordine del gruppo degli automorfismi di {\displaystyle E/F}.

Se si toglie la richiesta della finitezza dell'estensione {\displaystyle E/F} tale risultato si generalizza e si ha che {\displaystyle E/F} è di Galois se e solo se sussiste una delle seguenti condizioni equivalenti: 
- {\displaystyle E/F} è un'estensione normale e separabile;
- {\displaystyle E} è il campo di spezzamento di una famiglia di polinomi separabili a coefficienti in {\displaystyle F}.